# Ипангуасу
Ипангуасу (порт. Ipanguaçu)  —  муниципалитет в Бразилии, входит в штат Риу-Гранди-ду-Норти. Составная часть мезорегиона Запад штата Риу-Гранди-ду-Норти. Входит в экономико-статистический  микрорегион Вали-ду-Асу. Население составляет 12 414 человека на 2006 год. Занимает площадь 374,245 км². Плотность населения — 33,2 чел./км².
Праздник города — 23 декабря.

## Статистика
- Валовой внутренний продукт на 2003 год составляет 42 748 065,00 реалов (данные: Бразильский институт географии и статистики).
- Валовой внутренний продукт на душу населения на 2003 год составляет 3507,10 реалов (данные: Бразильский институт географии и статистики).
- Индекс развития человеческого потенциала на 2000 год составляет 0,613 (данные: Программа развития ООН).

## География
Климат местности: полупустыня.